# Henry Kissinger
Pour les articles homonymes, voir Kissinger.
Henry Kissinger (prononciation américaine /ˈkɪsɪndʒɚ/), né Heinz Alfred Kissinger (prononciation allemande /haɪnts ˈalfʁɛt ˈkɪsɪŋɐ/) le 27 mai 1923 à Fürth en Allemagne et mort le 29 novembre 2023 à Kent (Connecticut, États-Unis), est un diplomate américain, politologue et consultant en géopolitique.
Allemand de naissance, de confession juive, il émigre aux États-Unis en 1938 avec sa famille, qui fuit les persécutions nazies, et est naturalisé Américain en 1943. Interprète pour les services secrets américains durant la Seconde Guerre mondiale en Europe, il devient pour une courte période administrateur de la ville de Krefeld.
De retour aux États-Unis en 1946, il étudie les sciences politiques à Harvard avant de se lancer en politique. D'abord conseiller à la sécurité nationale américaine, il devient secrétaire d'État du gouvernement républicain de Richard Nixon, poste qu'il occupe ensuite sous Gerald Ford. Promoteur de la Realpolitik, il joue un rôle important dans la diplomatie américaine au cours de la guerre froide de 1968 à 1977, en étant notamment, en 1973, l'un des artisans de la signature des accords de paix de Paris tentant de mettre fin à la guerre du Viêt Nam. Il inspire la politique de la Détente avec l’Union soviétique et, au prix de nombreuses concessions à la Chine, normalise les relations sino-américaines à partir de 1971.
Kissinger reçoit le prix Nobel de la paix en 1973 pour son action dans la résolution de la guerre du Viêt Nam. Ce prix est notamment marqué par la démission de deux membres du comité Nobel, en guise de protestation. Figure médiatique, souvent décrit comme brillant, il reste un personnage controversé, sa politique étrangère lui ayant créé de nombreuses inimitiés, aussi bien du côté de la gauche pacifiste et de certaines associations humanitaires que de la droite anticommuniste.
Il contribue fortement aux relations entre les États-Unis et Israël en soutenant ce dernier pays dans la guerre israélo-arabe de 1973. Son rôle en Amérique latine, notamment dans le renversement du président chilien Salvador Allende en 1973, est controversé, mais il parvient à sortir à peu près indemne du scandale du Watergate.
Après son départ du gouvernement, il est fondateur de Kissinger Associates et en assure la présidence. Entreprise de conseil en relations internationales, elle a pour clients des firmes multinationales qu'elle assiste dans leurs négociations de contrats commerciaux avec des États. Il a par ailleurs écrit une douzaine d'ouvrages sur l'histoire diplomatique et les relations internationales.

## Biographie

### Enfance et formation
Henry Kissinger est né Heinz Alfred Kissinger le 27 mai 1923 à Fürth en Bavière, dont il est plus tard devenu citoyen d'honneur, dans une famille juive allemande. Son père, Ludwig Kissinger (1887-1982), est instituteur. Sa mère, Paula Stern Kissinger (1901-1998), est femme au foyer. Henry a un frère cadet, nommé Walter. Le nom Kissinger est issu du choix fait en 1817 par l'arrière-arrière-grand-père d'Henry, Meyer Löb, de changer de patronyme. Il se serait pour cela inspiré du nom de la ville allemande de Bad Kissingen. En 1938, sa famille, fuyant les persécutions nazies, part pour New York et s'installe à Washington Heights à Manhattan. Il est naturalisé américain le 19 juin 1943.
Écolier à Manhattan, il ne perd pas son accent allemand, malgré une assimilation rapide de la culture américaine, du fait d'une certaine timidité enfantine qui l'empêche de prendre la parole en classe,. Il suit les cours du soir dans son quartier à la George Washington High School (en) pour travailler dans les usines le jour. Il entre ensuite dans le supérieur au City College of New York, où il étudie la comptabilité.

### Expérience militaire
En 1943, il arrête temporairement ses études pour recevoir un entrainement militaire élémentaire à Camp Croft (Spartanburg, Caroline du Sud), à la suite de sa naturalisation la même année. Il est d'abord envoyé au collège Lafayette en Pennsylvanie pour étudier l'ingénierie mais le programme est annulé et Kissinger est réassigné à la 84e division d'infanterie. Il y fait la connaissance de l'universitaire Fritz G. A. Kraemer (en), comme lui immigré allemand. Ce dernier remarque l'aisance d'Henry avec l'allemand et son intellect peu commun. Il s'arrange alors pour qu'il soit envoyé à la section de renseignement militaire de la division. Kissinger part ensuite en Europe avec sa division alors que la Seconde Guerre mondiale bat son plein, et est volontaire pour assurer des missions de renseignement non sans risques, notamment durant la bataille des Ardennes,.
À la suite de l'avancée de l'armée américaine sur le territoire allemand, Kissinger est assigné à la dénazification de la ville de Krefeld du fait du manque de germanophones dans l'équipe de renseignement de la division. Ses origines et sa connaissance de la société allemande lui sont utiles dans sa tâche d'administrateur militaire de cette cité ouvrière : il parvient à supprimer tous les symboles nazis et mettre en place une nouvelle administration civile en seulement huit jours. Il est ensuite muté au Counter Intelligence Corps (CIC) avec le grade de sergent. Il prend la tête d'une équipe à Hanovre chargée de pourchasser notamment les officiers de la Gestapo, mission pour laquelle il reçoit la Bronze Star. En juin 1945, Kissinger passe commandant d'un détachement du CIC dans l'arrondissement de la Bergstraße dans le Land de Hesse. Alors qu'il possède l'autorité et les pouvoirs nécessaires pour procéder à des arrestations immédiates, il prend toujours soin de ne pas en abuser et de ménager la population locale.
En 1946, Kissinger est réassigné en tant que professeur à l'European Command Intelligence School à Camp King, où il continuera de travailler même après son départ de l'armée,.

### Cursus universitaire et débuts en tant que conseiller

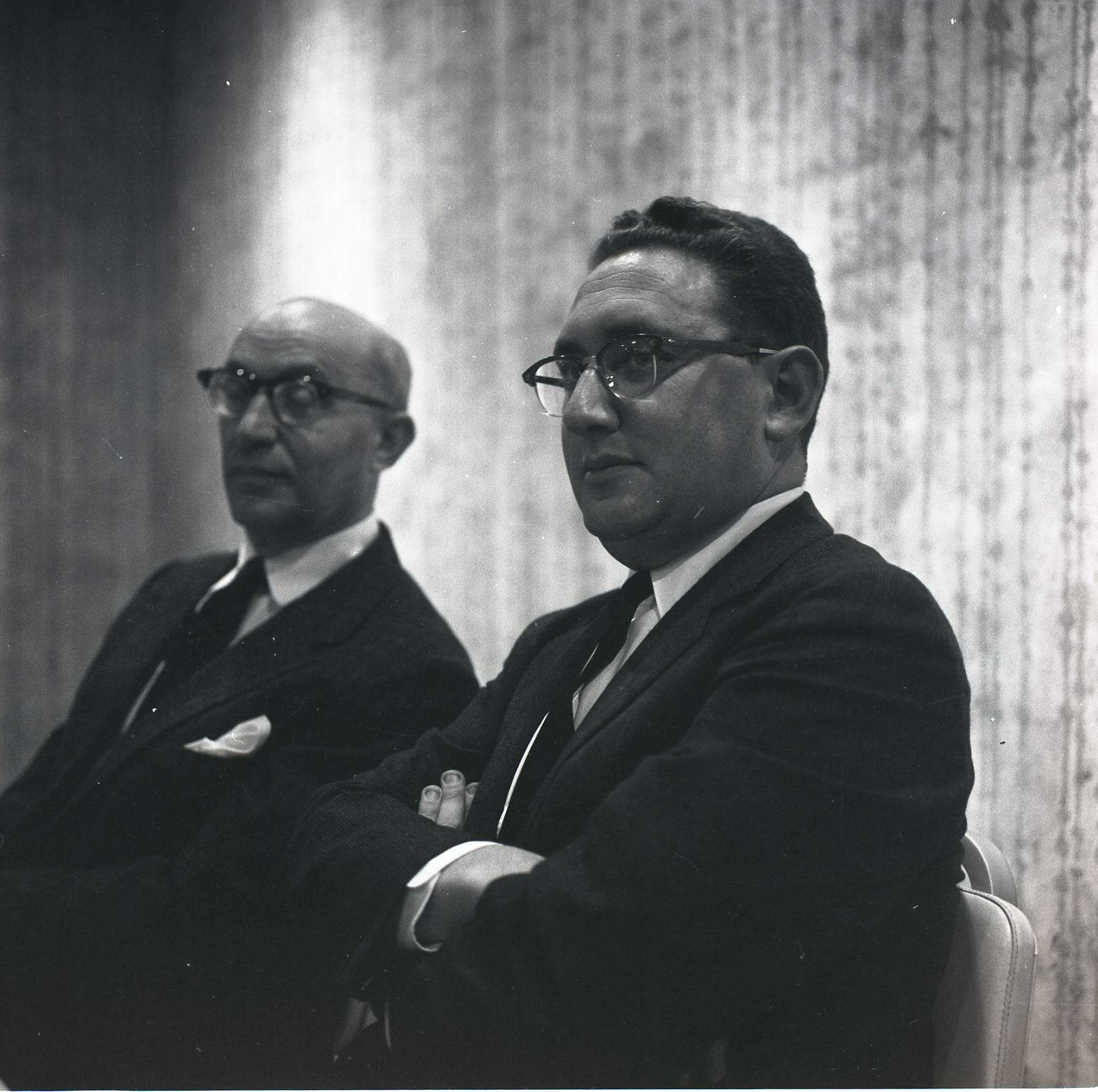
Henry Kissinger en 1961.

Henry Kissinger obtient en 1950 une licence en science politique à l'université Harvard avec la mention summa cum laude après avoir suivi les cours de William Yandell Elliott. Il obtient sa maîtrise en 1952. La même année, il devient consultant auprès du directeur du Psychological Strategy Board (en) en marge de ses études. En 1954, il devient docteur en science politique à l'université Harvard, sa thèse sur la diplomatie entre 1812 et 1822 (Peace, Legitimacy, and the Equilibrium — A Study of the Statesmanship of Castlereagh and Metternich —) étant réputée la plus longue de l'histoire de l'université[réf. souhaitée]. Il y devient alors professeur au département des études gouvernementales, dont il devient directeur adjoint en 1957.
Henry Kissinger est également nommé consultant à l'Operations Coordinating Board (en) du Conseil de sécurité nationale en 1955. La même année et en 1956, il est directeur d'étude des Affaires étrangères et Armes nucléaires au Conseil des relations étrangères. Il écrit l'année suivante un livre sur le sujet, Nuclear Weapons and Foreign Policy, qui met notamment en avant les avantages de ce qui sera appelé la riposte graduée à celle des « représailles massives ».
Ayant une grande ambition politique, il entretient des relations avec Nelson Rockefeller, alors gouverneur de New York et conseille occasionnellement Dwight Eisenhower, John Fitzgerald Kennedy et Lyndon Baines Johnson. Kissinger devient ensuite conseiller du candidat Richard Nixon pour l'élection de 1968 qui le nomme conseiller à la sécurité nationale. Du point de vue théorique, c'est un fervent partisan de la Realpolitik, comme il l'expose dans son œuvre majeure, Diplomatie, parue en 1995. Il y oppose le réalisme politique à l'idéalisme wilsonien dont les néo-conservateurs se veulent être les héritiers.
Il est ensuite administrateur de Rockefeller Brothers Fund (en) et de Gulfstream Aerospace, directeur du Programme d'études de Défense de Harvard de 1958 à 1971, directeur du Séminaire international de la même académie de 1951 à 1971. Il conseille aussi de nombreuses agences gouvernementales telles l'Operations Research Office (en), l'Arms Control and Disarmament Agency (en) ou le département d'État des États-Unis ainsi que des laboratoires d'idées comme Rand Corporation.

### Administration Nixon et prix Nobel de la paix

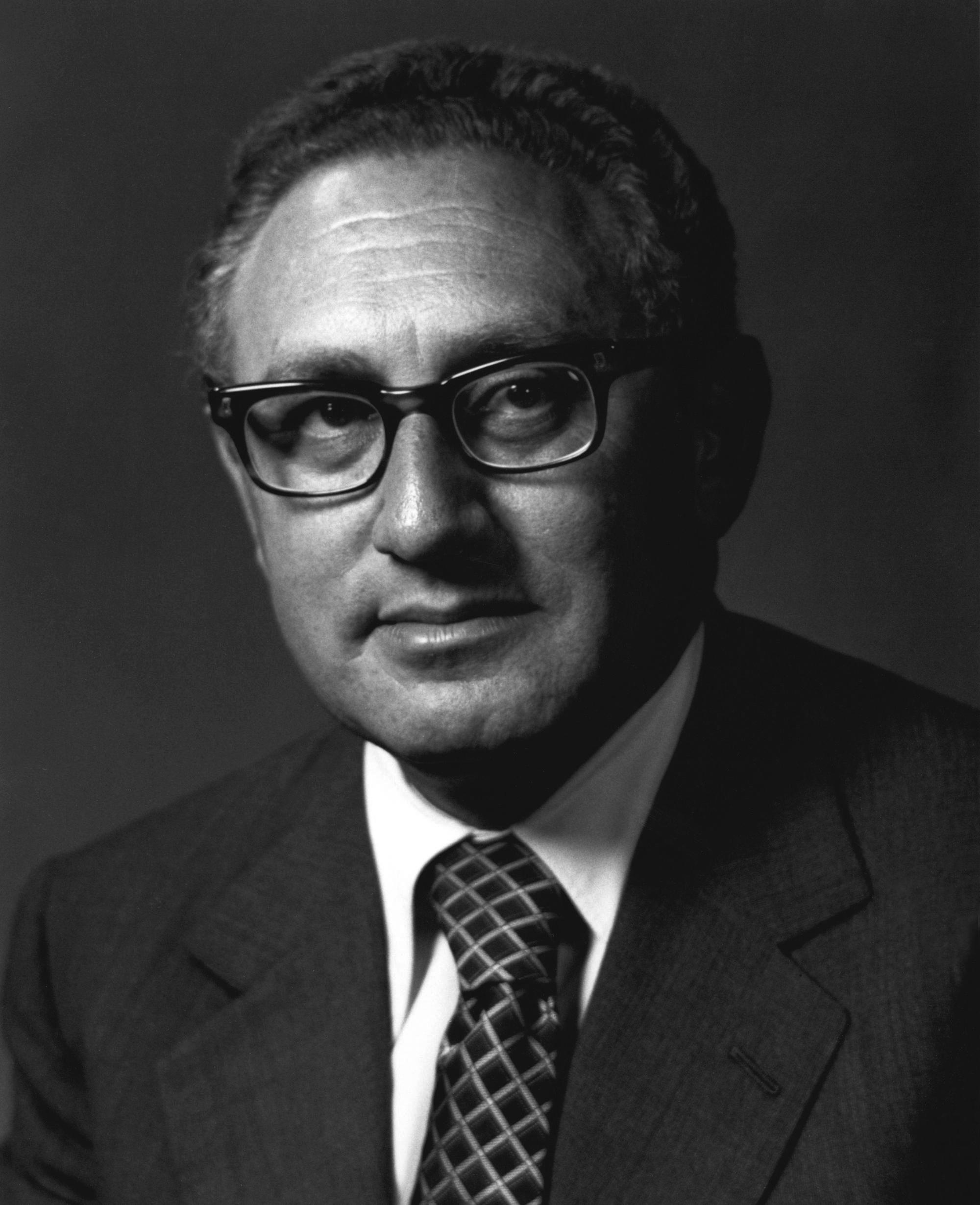
Portrait officiel d'Henry A. Kissinger, comme secrétaire d'État des États-Unis, 1973.

Lorsque Richard Nixon prend ses fonctions, Henry Kissinger est nommé conseiller à la sécurité nationale en 1969, puis en 1973 secrétaire d'État.
Dans l'équipe de Richard Nixon, Henry Kissinger met au point la politique de la détente avec l'Union soviétique. Il négocie ainsi le traité SALT I limitant le nombre de bombes nucléaires des deux superpuissances.

#### Politique étrangère américaine en Asie-Pacifique

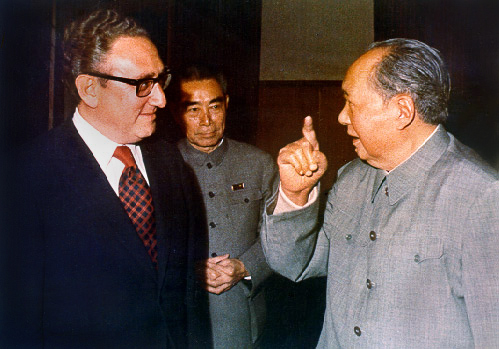
Henry Kissinger en entretien avec Mao Zedong, le Premier ministre chinois Zhou Enlai est en arrière-plan.

En novembre 1970, le président chinois Mao Zedong, par l'intermédiaire de son premier ministre Zhou Enlai, fait savoir confidentiellement à Nixon qu'il souhaite ouvrir des relations avec les États-Unis. Nixon, selon les Mémoires de Kissinger, juge l'ouverture prématurée. En mars 1971, après la participation d'une équipe chinoise aux championnats du monde de tennis de table, Mao relance l'invitation. En juillet 1971, Kissinger est envoyé en secret à Pékin pour préparer la visite officielle du président américain en Chine. Il fait savoir à Zhou Enlai que Nixon envisage de renoncer au soutien traditionnel des États-Unis à Taïwan et de reconnaître la Chine communiste avant le 1er janvier 1975 si Nixon remporte l'élection présidentielle américaine de 1972. En échange, Kissinger ne demande aucune garantie pour la sécurité de Taïwan, se bornant à dire que « nous espérons beaucoup que la question de Taïwan pourra être résolue de façon pacifique ». Il promet de communiquer à Pékin les informations du renseignement américain sur l'arsenal nucléaire soviétique et les mouvements des troupes soviétiques à la frontière de la Chine. Il annonce également le prochain retrait des troupes américaines du Vietnam du Sud et, en cas de réélection de Nixon, également celles de Corée du Sud. En échange, il ne demande au régime de Mao ni de cesser son soutien au Vietnam du Nord, ni de modérer sa propagande anti-américaine. En octobre 1971, Kissinger fait une deuxième visite à Pékin et achève les préparatifs de la visite de Nixon ; quelques jours plus tard, l'Organisation des Nations unies vote pour retirer à Taïwan (« république de Chine ») son siège permanent au Conseil de sécurité et l'attribuer à la Chine communiste, sans que les États-Unis s'y opposent. Le 21 février 1972 a lieu la seule rencontre personnelle entre Mao et Nixon, en présence de Kissinger et Zhou Enlai : les deux Américains renchérissent de compliments envers Mao, qui leur répond en termes dédaigneux et écarte « tous ces problèmes difficiles » tels que Taïwan, la Corée et le Vietnam. À plusieurs reprises, Mao interrompt Nixon pour l'interroger sur les diplômes de Kissinger ou demander à ce dernier de « placer un mot » mais c'est pour se moquer de Kissinger en parlant des « jolies filles » qu'il invite dans ses voyages. Par la suite, Kissinger tiendra toujours des propos favorables à Mao, affirmant en 1997 que sa vie était « une quête de la vertu égalitaire ».
Ayant promis, lors des élections de 1968, une issue rapide au problème de la guerre du Viêt Nam, l'administration américaine doit faire face à une escalade du conflit. Celle-ci est marquée par la décision américaine de bombarder illégalement des positions du Việt Cộng au Laos et au Cambodge (opération Menu). À la suite des accords de Paris du 27 janvier 1973, jetant les bases du retrait américain du Viêt Nam, il reçoit le prix Nobel de la paix, conjointement avec le Vietnamien Lê Đức Thọ qui le décline dans une lettre au Comité Nobel car selon lui « […] la paix n'a pas réellement été établie ».
Les réactions sont mitigées. Le journal italien La Stampa écrit que l'attribution de ce prix à Kissinger constitue « un encouragement à ceux qui veulent déclarer la guerre pour mieux la stopper ». Françoise Giroud, dans l'hebdomadaire L'Express écrit qu'il s'agit d'un « prix Nobel de l'humour noir ». Plusieurs commentateurs ultérieurs dans le cadre de rétrospectives déclarent que Kissinger reste un récipiendaire très contestable du Nobel,,.

#### Politique étrangère américaine au Moyen-Orient
Pendant la guerre israélo-arabe de 1973, alors que Nixon est enlisé dans le scandale du Watergate et ne peut plus présider le Conseil de sécurité nationale, Kissinger assure la direction militaire et diplomatique. Dans un premier temps, soucieux de réserver à Washington un rôle de médiateur dans ce conflit, il décide de n'apporter qu'un soutien limité aux Israéliens. Il leur autorise l'achat de munitions américaines, tout en laissant à leur charge l'organisation de la logistique. Mais lorsque Golda Meir l'avertit qu'au bout de quatre jours, les forces israéliennes ont déjà perdu 500 chars et que leur défaite n'est pas exclue, Kissinger décide, malgré l'opposition du secrétaire à la Défense James Schlesinger, d'envoyer un soutien matériel massif à Israël et organise un pont aérien. Le 18 octobre, les Israéliens renversent la situation en leur faveur et, le 24, l'URSS menace d'intervenir militairement pour empêcher l'encerclement de l'armée égyptienne. Bien que ne souhaitant pas compromettre un rapprochement avec les Soviétiques, Kissinger fait mettre en alerte les forces nucléaires américaines, pour amener les Soviétiques à négocier. Ceux-ci acceptent, alors que Nixon « dormait d'un profond sommeil », la proposition d'un cessez-le-feu. Alors qu'Israël, désormais en position favorable, souhaite poursuivre sa contre-offensive, Kissinger, soucieux à la fois d'assurer une victoire israélienne et de faciliter des négociations de paix entre ennemis, fait pression sur Golda Meir pour accepter le cessez-le-feu. Ce faisant, en armant les forces israéliennes, puis en leur imposant, après leur avoir donné l'avantage, de stopper leur offensive, Kissinger retrouve une place de médiateur crédible pour les parties en conflits.

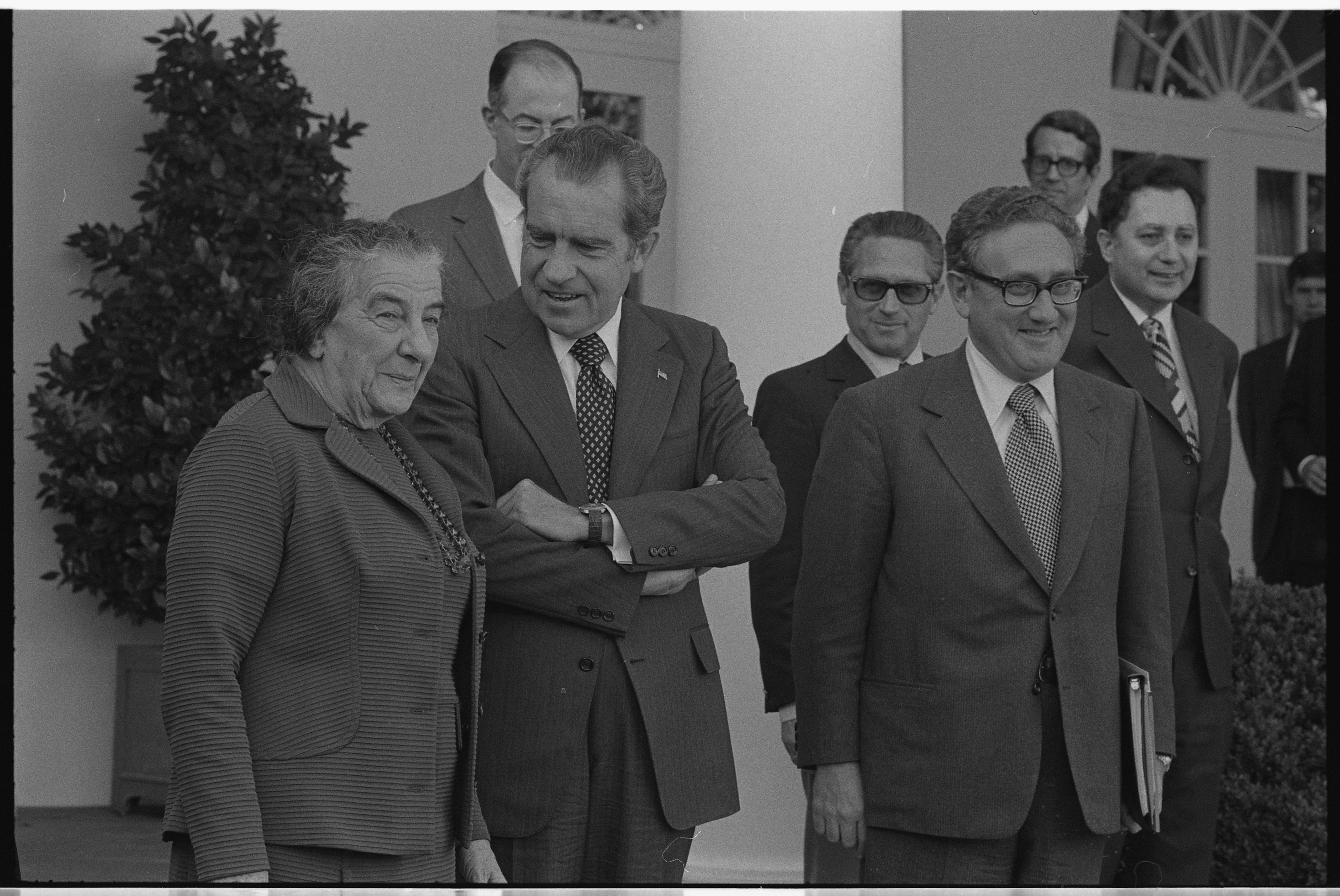
Richard Nixon et Henry Kissinger accueillant la Première ministre israélienne Golda Meir (à g.) à la Maison Blanche le 1 novembre 1973.

Entre 1974 et 1975, Kissinger, fort de son rôle de négociateur, fait onze voyages au Moyen-Orient et organise quatre sessions de négociation entre Égypte, Syrie et Israël. Il parvient à obtenir des accords de paix israélo-égyptien puis israélo-syrien, mettant dans la balance un retrait des forces israéliennes des territoires occupés d'une part, une reconnaissance arabe d'Israël d'autre part. Ces ambitions se concrétisent pleinement entre l'Égypte et Israël lors des accords diplomatiques de Camp David en 1978, mais restent inachevés avec la Syrie.
Parallèlement, alors que l'OPEP, solidaire de la coalition arabe, décide un embargo pétrolier contre les États-Unis, Kissinger fait étudier par James Schlesinger un projet d'occupation des champs pétroliers saoudiens.

#### Politique étrangère américaine en Amérique du Sud
Henry Kissinger se montre très hostile au président socialiste chilien Salvador Allende. Dès le 27 juin 1970, lors d’une réunion du Conseil de sécurité nationale, il déclare : « Je ne vois pas pourquoi nous devrions rester tranquilles quand un pays devient communiste à cause de l'irresponsabilité de son propre peuple. » Dans son livre Les Crimes de M. Kissinger, le journaliste Christopher Hitchens accuse Kissinger d'avoir pris part au coup d'État du 11 septembre 1973 au Chili dirigé par le général Pinochet contre le gouvernement de Salvador Allende. Des éléments déclassifiés montrent que la CIA a soutenu un projet de coup de force en 1970, ce que Kissinger détaille lui-même dans ses mémoires, mais celui-ci affirme que les États-Unis ne fomentaient plus de tels projets en 1973 et qu'ils n'ont joué aucun rôle dans le putsch de 1973. La commission Church du Sénat des États-Unis, qui a enquêté sur les opérations au Chili, dit dans son rapport n'avoir trouvé aucune preuve d'implication directe des États-Unis.

#### Politique étrangère américaine en Europe
D'origine allemande et toujours germanophone, Henry Kissinger garde néanmoins une certaine méfiance à l'égard de son pays et de son continent d'origine où il a souffert, dans son enfance, de la montée des totalitarismes.

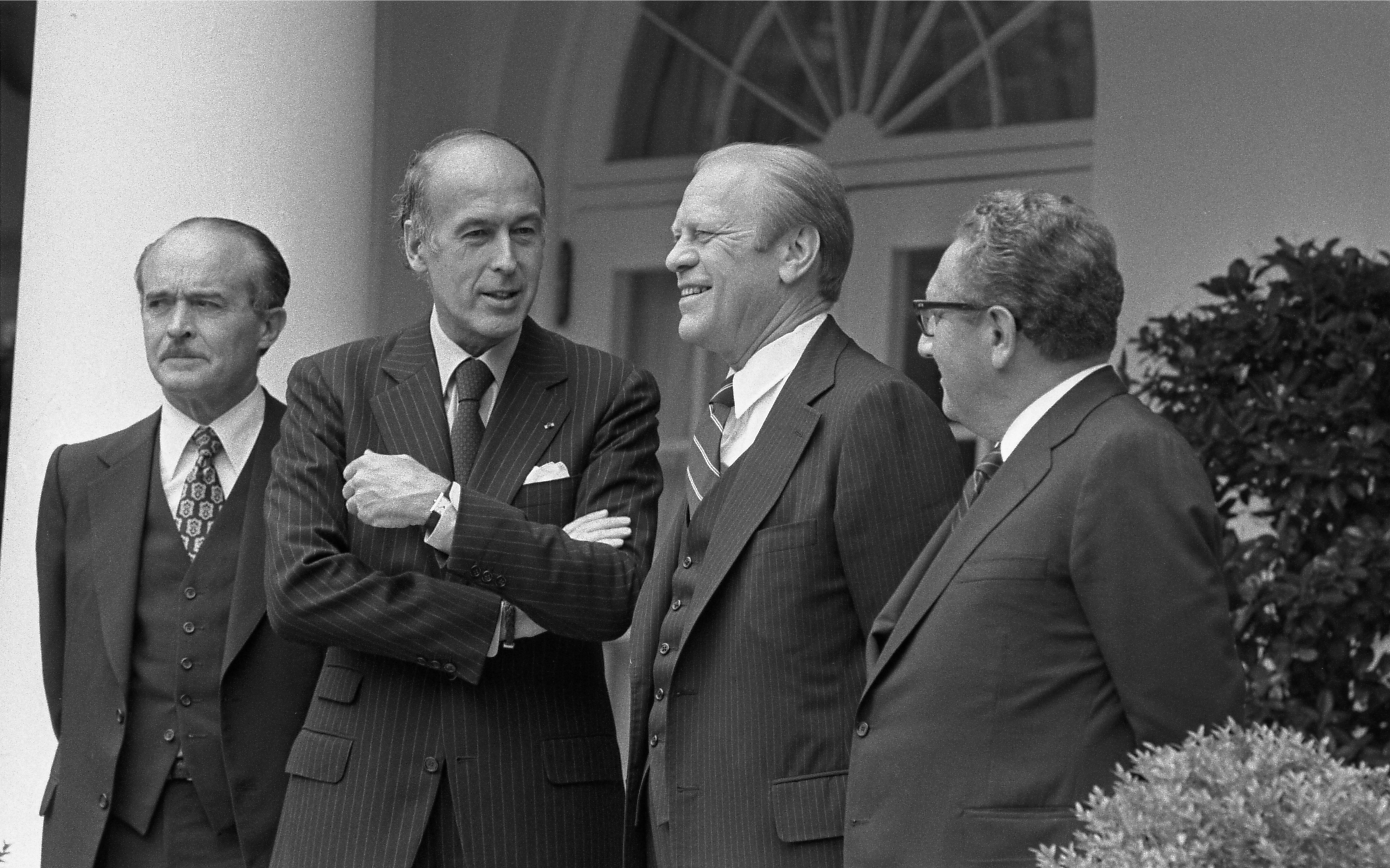
Henry Kissinger avec Valéry Giscard d'Estaing et Gerald Ford (17 mai 1976).

Il juge avec un certain scepticisme la construction de l'Union européenne, qu'il voit comme une menace pour l'hégémonie américaine. Mais dans le même temps, la facilité avec laquelle l'Europe de l'Ouest s'en remet à l'OTAN pour sa propre sécurité contre la menace soviétique, à une époque où les États-Unis comptent encore de nombreuses bases en Europe, lui inspire un certain mépris. Il juge par conséquent avec admiration le volontarisme du général de Gaulle à faire de la France une nation souveraine capable d'assurer sa propre sécurité.

#### Scandale du Watergate
Lorsque éclate le scandale du Watergate, Kissinger est interpellé comme possible complice du système d'espionnage intérieur mis en place par Nixon. Lors d'une conférence de presse à Vienne le 11 juin 1974, il déclare qu'il ne lui sera plus possible de conduire la politique étrangère des États-Unis si sa personnalité et sa crédibilité sont mises en doute. Il reçoit de nombreux témoignages de confiance de sénateurs et représentants, aussi bien républicains que démocrates : les deux camps reconnaissent qu'il n'est pas exactement « Monsieur Propre » mais qu'il n'est pas impliqué dans les méfaits et violations de droits orchestrés par la Maison Blanche. Le 6 août 1974, le Sénat rend un rapport déclarant que le rôle de Kissinger dans l'affaire des écoutes n'était pas de nature à l'exclure de la direction des Affaires étrangères. Son adjoint, le diplomate Richard Holbrooke, écrit dans Foreign Policy que Kissinger n'était ni « le seul homme propre dans une clique de putois » ni « un membre de la bande parmi d'autres », mais qu'il avait dû accepter un compromis pour pouvoir « jouer un rôle extraordinaire sur la scène mondiale ».

### Administration Ford

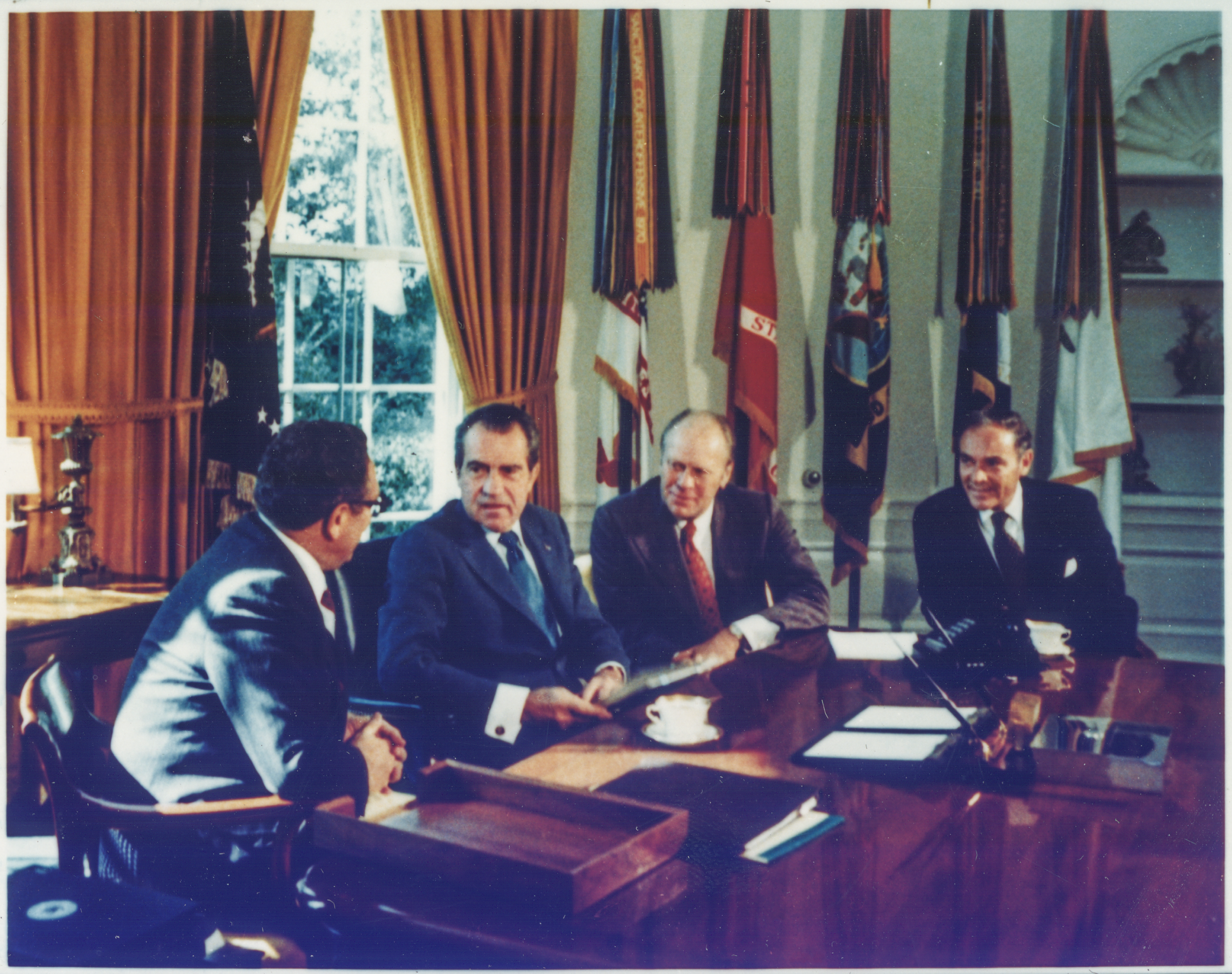
Henry Kissinger, Richard Nixon, Gerald Ford et Alexander Haig en réunion à la Maison-Blanche.

À la suite de la démission de Richard Nixon, Henry Kissinger reste à son poste de secrétaire d'État mais quitte celui de conseiller à la sécurité nationale, sous l'autorité du nouveau président Gerald Ford en 1974.
Kissinger produit un mémorandum important concernant la croissance démographique et ses effets géopolitiques. Achevé le 10 décembre 1974 et adopté en janvier 1975, il conseille des organisations mondiales comme la Banque Mondiale ainsi que les politiques américaines. Cela reste secret jusqu'à 1989,.
En décembre 1975, Gerald Ford et Henry Kissinger rencontrent le président de l'Indonésie Soeharto. Ils auraient approuvé, à la suite de la déclaration d'allégeance de quatre parties du Timor oriental à l'Indonésie, l'imminente annexion par celle-ci de ce territoire, en vue d'unifier l'île de Timor, dont seule la moitié occidentale est sous souveraineté indonésienne. Au cours des 24 années d'occupation indonésienne qui ont pris fin en 1999, entre 102 800 et 183 000 personnes sont mortes. Kissinger a toujours affirmé son ignorance à l'égard de cette invasion, à l'encontre de documents soutenant le contraire.

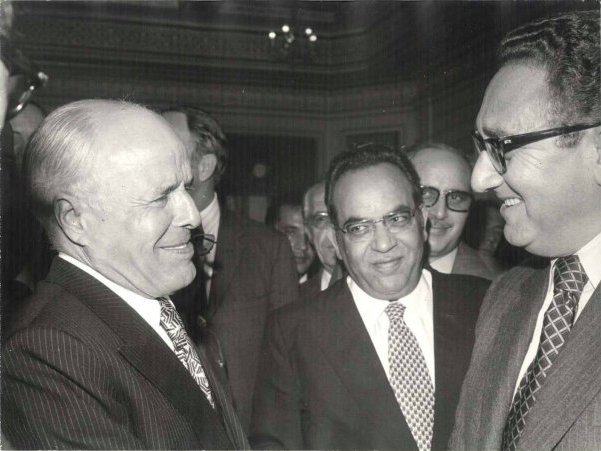
Henry Kissinger avec le président tunisien Habib Bourguiba (Palais de Carthage, 8 novembre 1973).

En 1976, Kissinger revient sur la politique de détente avec les régimes « blancs » d'Afrique (établie en 1969). En échange d'un assouplissement des relations avec l’Afrique du Sud sur les questions relatives au Sud-Ouest africain/Namibie (ou le gouvernement sud-africain a initié la conférence de la Turnhalle) et à l’apartheid, il se rend à Pretoria où il demande à John Vorster, le Premier ministre sud-africain, de faire pression sur Ian Smith, le Premier ministre de Rhodésie, afin d’obtenir de lui le retour à la légalité internationale et l’application du principe de majorité One man, one vote (« Un homme, un vote ») en Rhodésie. Il obtient gain de cause et, en septembre 1976, Ian Smith cède sur le principe du gouvernement dirigé par la majorité noire, ouvrant ainsi la voie à une solution politique dans le pays[réf. nécessaire].
La victoire du démocrate Jimmy Carter aux élections présidentielles de novembre 1976 ne lui permet pas de poursuivre les pourparlers en vue d'un règlement négocié (elles seront reprises par son successeur Cyrus Vance et déboucheront sur un échec)[réf. nécessaire].
Henry Kissinger quitte son poste de secrétaire d'État en janvier 1977,.

### Influence ultérieure

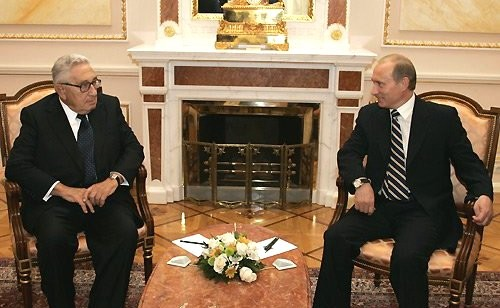
Henry Kissinger avec Vladimir Poutine (12 octobre 2005).

Henry Kissinger est l'un des hommes-clé de l'élection présidentielle de 1980. Il draine vers le candidat républicain, Ronald Reagan, une part importante de l'intelligentsia américaine au nom du new leadership (« nouvelle hégémonie ») que les États-Unis doivent retrouver pour contrer l'Union soviétique. Pour cela, il utilise tout son réseau universitaire et celui des laboratoires d'idées qu'il connait bien.
Par la suite, Henry Kissinger joue un rôle relativement mineur dans les gouvernements américains qui suivent (ayant de mauvaises relations avec George H. W. Bush), participant à de nombreux groupes politiques, des commissions, etc. Il dirige la firme de consultant Kissinger Associates depuis 1983 ; à ce sujet, il refuse de donner la liste de ses clients ou le montant de ses revenus : « tout ce que je peux vous dire, c'est que mes associés et moi-même refusons tout État étranger comme client et toute activité de lobbying auprès de l'administration américaine ». Il est notamment embauché par la multinationale Walt Disney pour la conseiller sur ses liens commerciaux avec la Chine.

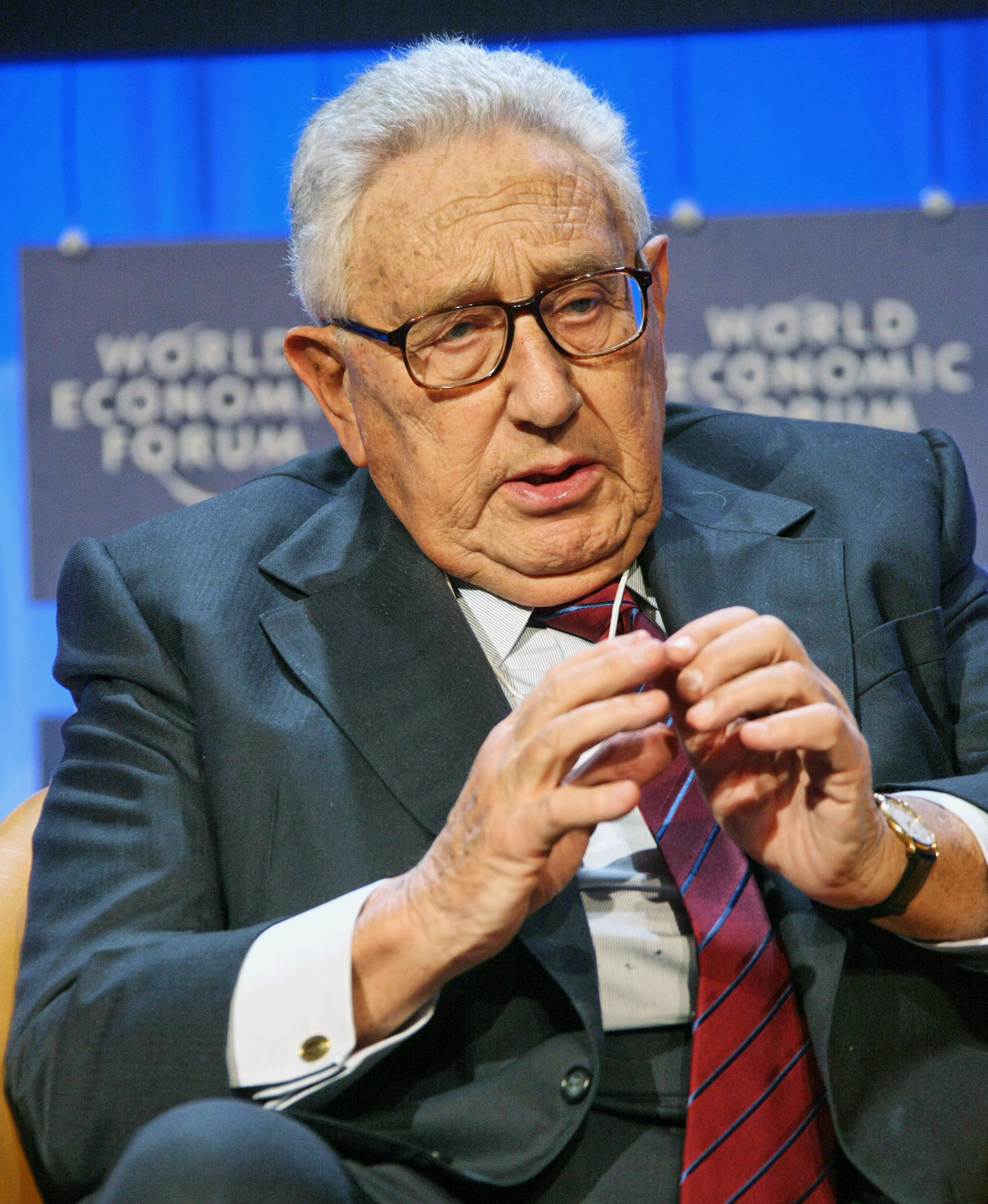
Henry Kissinger au Forum économique mondial (2008).

Henry Kissinger exprime régulièrement son point de vue en tant que consultant ou lors de discours, d'articles ou de livres.
Il soutient en 1998 l'ancien dictateur chilien Augusto Pinochet à la suite de l'arrestation de celui-ci à Londres. De passage à Paris le 28 mai 2001, il reçoit la visite de la brigade criminelle, qui lui remet une convocation judiciaire. Alors qu'il devait se présenter au palais de justice comme témoin dans l’affaire de la disparition de cinq Français au Chili, Henry Kissinger, vraisemblablement impliqué dans la création du opération Condor, quitte précipitamment la France le lendemain.
En 2002, George W. Bush le nomme à la commission d'enquête sur les attentats du 11 septembre 2001, qu'il quitte plutôt que de publier sa liste de clients comme cela lui est demandé pour répondre à des accusations de conflits d'intérêts,,.
Lors des élections présidentielles américaines de 2008, il déclare que John McCain et Barack Obama feraient la même politique étrangère une fois au pouvoir car les États-Unis ont des intérêts que ces deux hommes ne peuvent ignorer. Il conserve une influence sur la politique étrangère de l'administration Obama,.

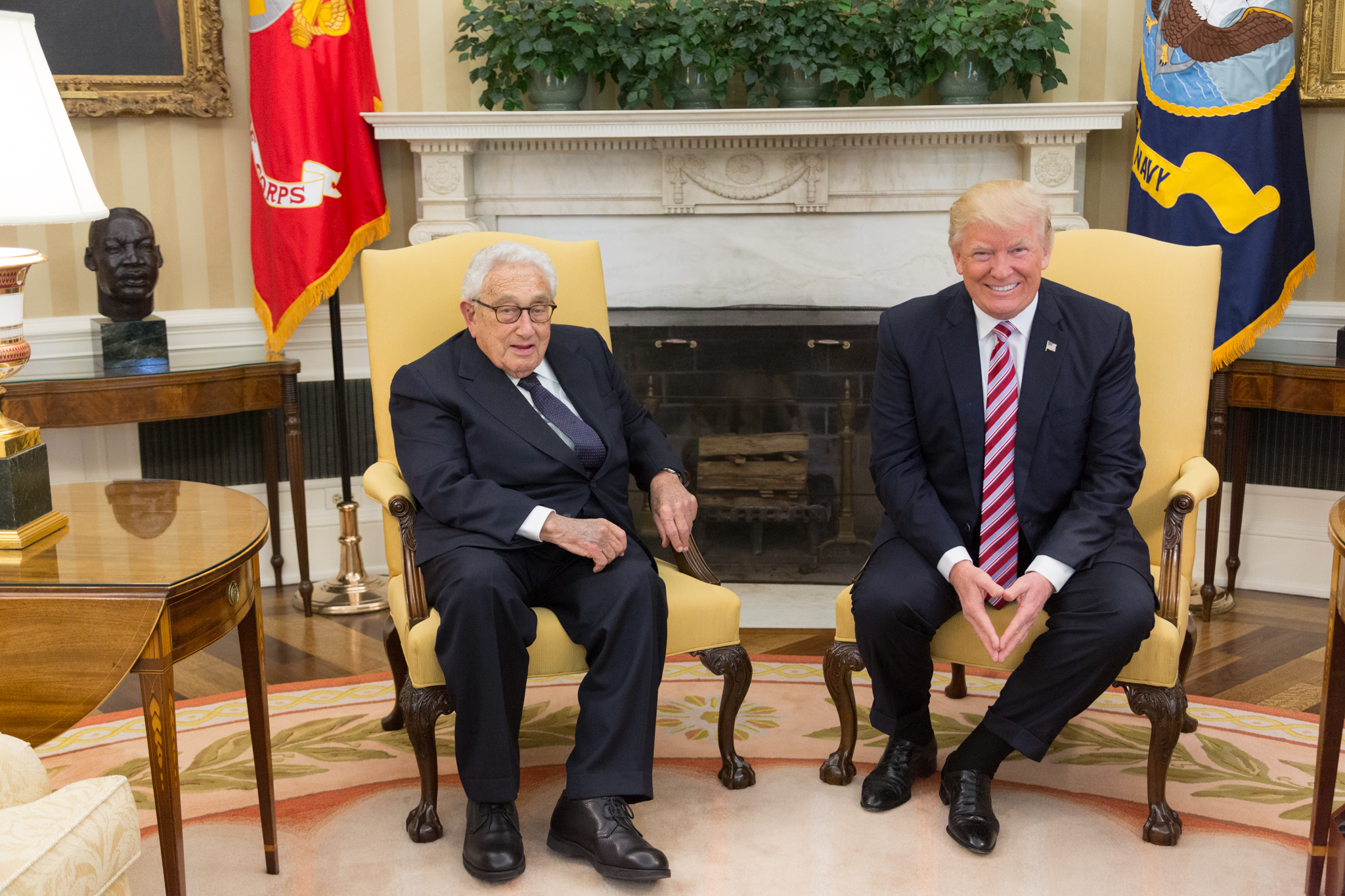
Henry Kissinger avec Donald Trump (10 mai 2017).

En 2012, il publie un livre sur l'histoire de la Chine, et rencontre le président de la République française François Hollande.
En 2014, il est opéré du cœur à l’hôpital presbytérien de New York,.
Kissinger conserve une influence dans les relations américano-russes et a notamment fait la connaissance de Vladimir Poutine en 1990. En 2016, la presse rapporte qu'il pourrait être appelé par la Maison Blanche à jouer un rôle de médiateur dans l'affaire de l'influence qu'aurait eue la Russie sur les élections présidentielles américaines dont Donald Trump est sorti vainqueur.
En janvier 2023, un an après le début de l'invasion russe de l'Ukraine, Kissinger affiche, au Forum économique mondial de Davos, son soutien à l'adhésion de l'Ukraine à l'OTAN. Il déclare : « Avant cette guerre, j'étais opposé à ce que l'Ukraine devienne membre de l'Otan parce que je craignais que cela ne provoque exactement le processus qu'on voit maintenant. Mais maintenant que ce processus a atteint ce niveau, une Ukraine neutre dans ces conditions n'aurait plus de sens. ».

#### Groupes et Instituts

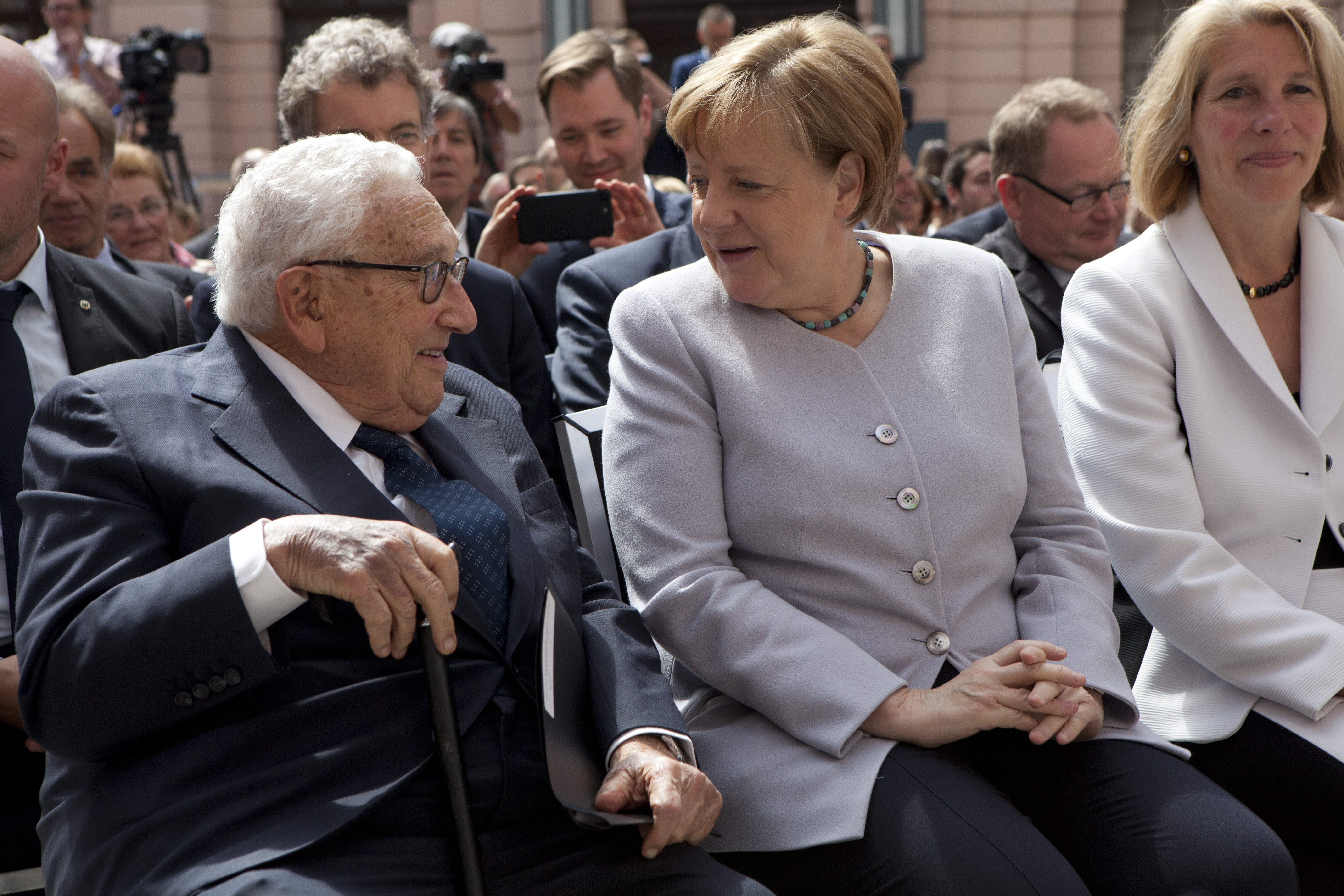
Henry Kissinger avec Angela Merkel (21 juin 2017).

Kissinger Associates, l'entreprise qu'il dirige, est membre du Council of the Americas, un groupe d'affaires pro-libre-échange.
Kissinger est l'un des dirigeants du Kissinger Institute on China and the United States, « une division dédiée aux relations sino-américaines du laboratoire d'idées Woodrow Wilson International Center for Scholars ». Kissinger est aussi, avec le milliardaire David Rockefeller et Zbigniew Brzeziński, l'un des membres importants de la commission Trilatérale, un groupe regroupant les hommes d'affaires et les politiciens les plus influents au monde, qui vise à favoriser la doctrine mondialiste.
Henry Kissinger est membre permanent du club Bilderberg,, et de l'Institut Aspen.
Il est également membre du Bohemian Club, du Center for Strategic and International Studies et du Council on Foreign Relations.

### Mort
Henry Kissinger meurt le 29 novembre 2023 dans sa maison de Kent (Connecticut) à l’âge de 100 ans.
La cérémonie funéraire a été organisée et tenue en privé.
Lors d'une cérémonie funéraire publique le 26 janvier 2024 au Temple Emanu-El, des protestations de manifestants pro-palestiniens ou anti-israéliens ont eu lieu devant la synagogue et ont été dispersées par la police.

## Controverses
Figure médiatique, influent au sein de l'élite américaine, souvent décrit comme brillant, Henry Kissinger reste un homme extrêmement controversé, accusé de crime de guerre. Sa politique étrangère lui a créé de nombreuses inimitiés, aussi bien du côté de la gauche pacifiste et d'associations humanitaires que de la droite anticommuniste.

### Kissinger: juif antisémite?
Dans des transcriptions de propos dévoilés par la suite par le département d'État des États-Unis, il déclare devant un responsable de la Maison-Blanche : « Y a-t-il une seule communauté dans le monde qui soit aussi égoïste que les Juifs ? »,.
Le 1er mars 1973, Kissinger déclare : « Soyons réalistes : l'émigration des Juifs d'Union soviétique n'est pas dans les objectifs de la politique étrangère américaine. Et s'ils envoient des Juifs dans des chambres à gaz en Union soviétique, ce n’est pas le problème des États-Unis. Peut-être un problème humanitaire »,,,. Depuis le dévoilement de ces enregistrements secrets, il a présenté des excuses, tout en déclarant que son propos avait été sorti de son contexte.
Selon l'ancien ambassadeur de France aux États-Unis Gérard Araud, Henri Kissinger, soucieux de se donner une légitimité en tant que médiateur dans les conflits au Moyen-Orient, a longtemps voulu prouver que son judaïsme ne lui donnait aucun prisme pro-israélien. Cette volonté d'afficher en public une distance entre ses origines juives et son activité de diplomate pourrait en partie expliquer ces déclarations provocantes sur Israël ou la diaspora juive. À la suite de la guerre du Kippour, fatigué des intransigeances israéliennes et syriennes dans les négociations de paix, Kissinger, assurant la médiation entre ces deux parties, aurait déclaré : « Les Israéliens et les Syriens sont les deux seuls peuples qui se méritent mutuellement ».

### Amérique latine
À propos de l'opération Condor, organisée par plusieurs dictatures sud-américaines pour éliminer physiquement et torturer leurs opposants politiques jugés « subversifs », la journaliste Marie-Monique Robin écrit : « Ainsi que le prouve l'enquête minutieuse de mon confrère John Dinges, le gouvernement américain, et en particulier son secrétaire d'État Henry Kissinger, est parfaitement informé des méthodes et objectifs de l'opération Condor, quasiment dès sa création, mais ne bouge pas ».
Dirigeant d'une commission bipartisane sur l’Amérique centrale, tout en reconnaissant des massacres « moralement inacceptables » perpétrés par l’armée guatémaltèque, il recommande la reprise de l'aide militaire au Guatemala, ce qu'approuve l’administration Reagan.

#### Coup d’État au Chili
Il est cité comme témoin dans des enquêtes sur des crimes de guerre par des juges au Chili et en Espagne, au sujet du coup d'État du 11 septembre 1973 au Chili.
De passage à Paris le 28 mai 2001, il reçoit la visite au Ritz de la brigade criminelle, qui lui remet une convocation. Invité à comparaître au palais de justice comme témoin dans l’affaire de la disparition de cinq Français au Chili, Henry Kissinger quitte la France le lendemain,.
Kissinger n'est pas déféré au juge et l'ambassade américaine l'invite à s'adresser au département d’État des États-Unis.

### Guerre du Viêt Nam
Plusieurs essais lui reprochent la première phase du bombardement secret du Cambodge par les États-Unis, de 1969 à 1973, lors de la guerre du Viêt Nam. Selon l'historien Ben Kiernan, 50 000 à 150 000 personnes ont été tuées dans ces bombardements. Des convois nord-vietnamiens empruntaient la « piste Ho-Chi-Minh », à travers des forêts cambodgiennes peu peuplées, pour ravitailler le Viêt-Cong au sud Viêt Nam. Les Américains, en guerre contre le Viêt-Cong, bombardaient ces convois lors de leur passage illégal à travers le Cambodge.
Pour la seule année 1973, l’aviation américaine a largué davantage de bombes contre les Khmers rouges qui assiègent Phnom Penh, sur le centre du Cambodge, que sur le Japon pendant toute la Seconde Guerre mondiale. D'après les services de renseignement américains, ces bombardements massifs et leurs conséquences sur la population cambodgienne ont permis aux Khmers rouges de recruter nombre de nouveaux combattants.

### Invasion du Timor oriental
On lui a reproché son soutien formel au président indonésien Suharto durant l'invasion et l'occupation du Timor oriental par l'Indonésie qui a provoqué entre 102 800 et 183 000 morts,.

### Attaque du Hamas contre Israël de 2023
En octobre 2023, à la suite de l'attaque du Hamas contre Israël et des réactions de soutien à la Palestine que cela a suscitées en Allemagne, il s'exprime sur la chaîne de télévision allemande Welt TV. Il affirme, concernant la politique migratoire du pays, que « c’était une grave erreur de laisser entrer autant de personnes de culture, de religion et de concepts totalement différents, car cela crée un groupe de pression à l’intérieur de chaque pays ». Ces déclarations sont récupérées par l'extrême droite, notamment en France.

## Vie privée

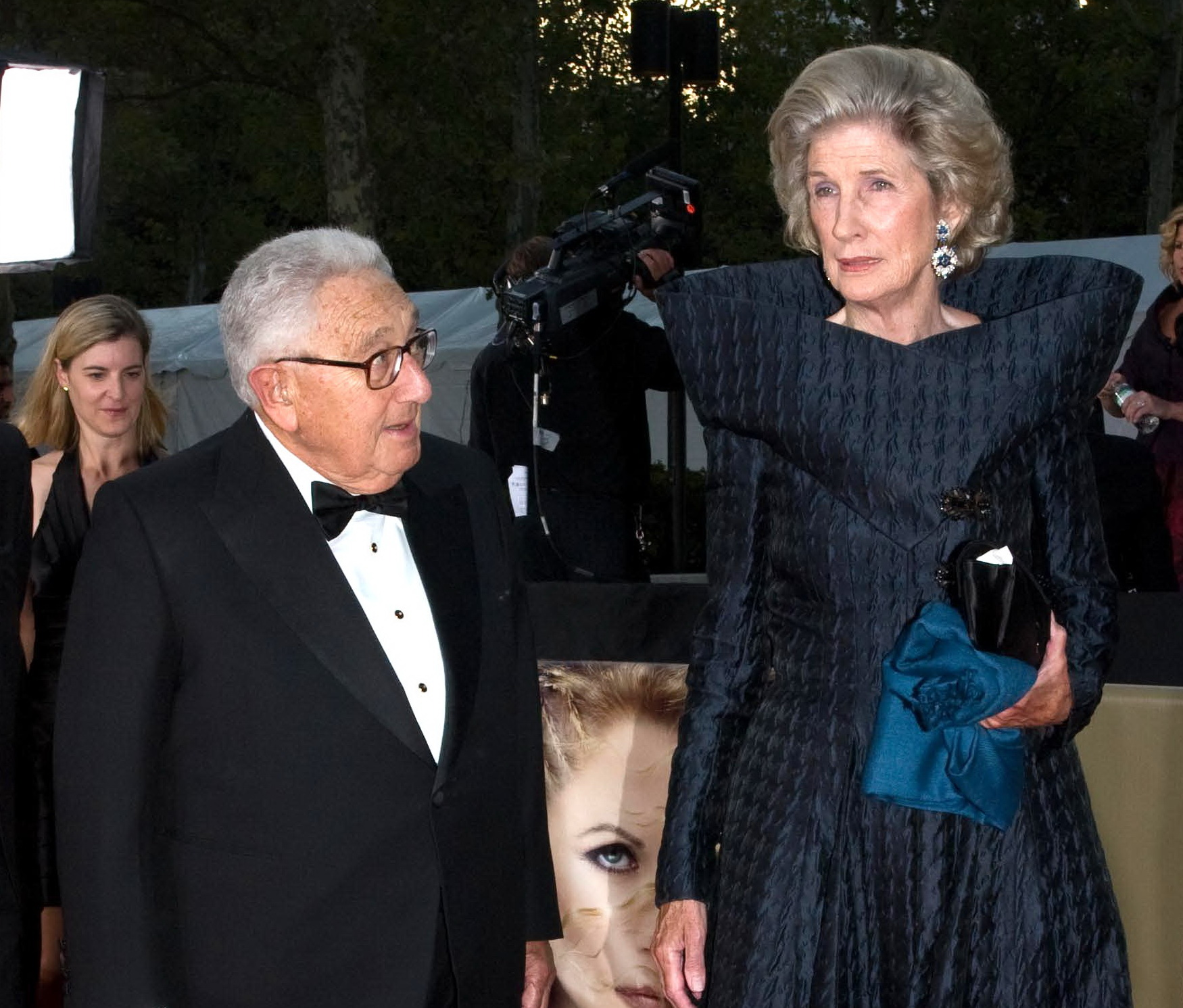
Henry et Nancy Kissinger au Metropolitan Opera en 2008.

Henry Kissinger est d'abord marié à Ann Fleischer, avec qui il a eu deux enfants, Elizabeth et David. Sa fille devient médecin et son fils est cadre supérieur à NBC Universal avant d'être nommé à la tête de Conaco, société de production de Conan O'Brien. Henry divorce en 1964. Dix ans plus tard, il se remarie avec Nancy Maginnes, avec qui il finit ses jours. La communauté juive réagit mal et lui reproche d'avoir épousé une catholique et surtout de s'être marié un samedi, le 30 mars 1974. Ils partageaient leur temps entre New York et Kent dans le Connecticut.

## Dans les arts et la culture populaire
Entre parenthèses, est mentionné le nom de l’acteur qui tient le rôle d'Henry Kissinger, dans des fictions au cinéma ou à la télévision.

### Cinéma
- 1976 : Bordella (images d'archives)
- 1978 : L'Affaire Colson (Peter Jurasik)
- 1989 : The Final Days (Theodore Bikel)
- 1994 : La vengeance du passé (Robert Radford)
- 1995 : Nixon (Paul Sorvino)
- 2009 : Watchmen : Les Gardiens (Frank Novak)
- 2014 : Le Prodige (André Sogliuzzo)
- 2016 : Le Vieux qui ne voulait pas payer l'addition (Joseph Long)
- 2018 : Vice (Kirk Bovill)
- 2023 : Golda (Liev Schreiber)

### Télévision

#### Documentaires
- 2001 : L'Ami américain, l'Amérique contre De Gaulle de Patrick Jeudy
- 2002 : Opération Lune, de William Karel
- 2002 : Le Cas Kissinger : la Face cachée d'un magicien d'Alex Gibney et d'Eugene Jarecki
- 2008 : L'Incontournable Monsieur Kissinger de Stephan Lamby

#### Séries
- Futurama (John DiMaggio)
- Épisode $pringfield (Or, How I Learned to Stop Worrying and Love Legalized Gambling) des Simpson
- The Offer (David Shalansky)

### Musique
- Henry Kissinger est une chanson comique des Monty Python, composée par Eric Idle. Elle apparaît dans l'album Monty Python's Contractual Obligation (1980) puis l'album Monty Python Sings.
- Lettre à Kissinger est une chanson de Julos Beaucarne centrée autour de l'exécution du chanteur Víctor Jara lors du coup d'État du 11 septembre 1973 au Chili que Kissinger a, selon le chanteur, soutenu[86],[87]. Elle apparaît dans les albums Chanteur indignés, Chandeleur Septante Cinq et Au « théâtre de la ville » janvier septante sept.
- Il est l'un des personnages de l'opéra Nixon en Chine de John Adams (1985-1987).

## Publications

### Originales en anglais
- 1957 : A World Restored: Metternich, Castlereagh and the Problems of Peace, 1812-22  (ISBN 0-395-17229-2) (thèse de doctorat).
- 1957 : Nuclear Weapons and Foreign Policy, 1984  (ISBN 0-86531-745-3).
- 1961 : The Necessity for Choice: Prospects of American Foreign Policy  (ISBN 0-06-012410-5).
- 1965 : The Troubled Partnership: A Re-Appraisal of the Atlantic Alliance  (ISBN 0-07-034895-2).
- 1969 : American Foreign Policy: Three essays  (ISBN 0-297-17933-0).
- 1979 : The White House Years, National Book Award, History  (ISBN 0-316-49661-8).
- 1981 : For the Record: Selected Statements 1977–1980  (ISBN 0-316-49663-4).
- 1982 : Years of Upheaval  (ISBN 0-316-28591-9).
- 1985 : Observations: Selected Speeches and Essays 1982–1984  (ISBN 0-316-49664-2).
- 1994 : Diplomatie ((en) Diplomacy)  (ISBN 0-671-65991-X).
- 1999 : Years of Renewal  (ISBN 0-684-85571-2).
- 1999 : Kissinger Transcripts: The Top Secret Talks With Beijing and Moscow (Henry Kissinger, William Burr)  (ISBN 1-56584-480-7).
- 2001 : Does America Need a Foreign Policy?: Toward a Diplomacy for the 21st century  (ISBN 0-684-85567-4).
- 2002 : Vietnam: A Personal History of America's Involvement in and Extrication from the Vietnam War  (ISBN 0-7432-1916-3).
- 2003 : Crisis: The Anatomy of Two Major Foreign Policy Crises: Based on the Record of Henry Kissinger's Hitherto Secret Telephone Conversations  (ISBN 0-7432-4910-0).
- 2011 : On China, New York, Penguin Press  (ISBN 978-1-59420-271-1).
- 2014 : World Order, New York, Penguin Press (ISBN 978-1-59420-614-6).
- 2021 : The Age of AI: And Our Human Future, Boston, Little, Brown and Company  (ISBN 978-0-31627-380-0).
- 2022 : Leadership: Six Studies in World Strategy, New York, Penguin Press  (ISBN 978-0-24154-200-2).

### Traduites en français
- Le Chemin de la paix [« A World Restored: Metternich, Castlereagh and the Problems of Peace, 1812–22 »], t. 1, Denoël, 1972, 441 p.
- À la Maison-Blanche, 1968-1973 [« The White House Years »], t. 1, Fayard, 1979 (ISBN 978-2-213-00817-2).
- À la Maison-Blanche, 1968-1973 [« The White House Years »], t. 2, Fayard, 1979 (ISBN 978-2-213-00825-7).
- Les Années orageuses [« Years of Upheaval »], t. 1, Fayard, 1982, 1493 p. (ISBN 978-2-213-01148-6).
- Les Années orageuses [« Years of Upheaval »], t. 2, Fayard, 1982, 1496 p. (ISBN 978-2-213-01187-5).
- Diplomatie [« Diplomacy »], Fayard, 1996, 860 p. (ISBN 978-2-213-59720-1).
- Les années de renouveau : Le dernier volume des mémoires [« Years of Renewal »], Fayard, 2000, 1047 p. (ISBN 978-2-213-60752-8).
- La Nouvelle Puissance américaine [« Does America Need a Foreign Policy?: Toward a Diplomacy for the 21st century »], Fayard, 2003, 386 p. (ISBN 978-2-213-61546-2).
- Sortie de crise : Kippour 1973, Vietnam 1975 [« Crisis: The Anatomy of Two Major Foreign Policy Crises »], Fayard, 2005, 547 p. (ISBN 978-2-213-62407-5).
- De la Chine [« On China »] (trad. de l'anglais), Paris, Fayard, 2012, 576 p. (ISBN 978-2-213-65506-2).
- L’Ordre du monde, Fayard, 2016, 400 p. (ISBN 978-2-213-68512-0, lire en ligne).
- Leadership: Six études de stratégie mondiale, Fayard, 2023, 544 p. (ISBN 978-2-213-72158-3).

## Prix et décorations

### Récompenses et distinctions
- Prix Nobel de la paix 1973, (conjointement avec le Vietnamien Lê Đức Thọ)
- Prix international Charlemagne 1987;
- Docteur honoris causa de l'université Waseda[88] ;
- Membre d'honneur du Comité international olympique[89] ;
- Prix de l'« Homme d’État de l’année » en 2008 : « honore les dirigeants qui soutiennent la paix et la liberté, par la promotion de la tolérance, la dignité humaine et les droits de l’homme ». Prix remis par la fondation Appeal of Conscience ;
- Prix Alexis-de-Tocqueville (2018)[90].

### Décorations

#### Décorations américaines
- Médaille présidentielle de la Liberté, 1re classe[91],[92],[93]
- Ellis Island Medal of Honor (en)
- Médaille de la liberté de Philadelphie
- Bronze Star

#### Décorations étrangères
- Grand-croix de l’ordre du Mérite de la République fédérale d'Allemagne
- Grand-croix de l'ordre du Mérite de Bavière (Allemagne)
- Médaille de l'ordre du Mérite de Bade-Wurtemberg (Allemagne)
- Médaille du Président (Israël)[94]
- Chevalier grand-croix de l'ordre du Mérite de la République italienne[95]
- Grand-croix de l'ordre du Mérite de la république de Pologne
- Première classe de l'ordre de Tomáš Garrigue Masaryk (en) (République tchèque)
- Commandeur honoraire de l'ordre de Saint-Michel et Saint-Georges (Royaume-Uni)
- Médaille de l'ordre des Chevaliers de Rizal (Philippines)